# Roberto Rosales
Roberto José Rosales Altuve est un footballeur international vénézuélien né le 20 novembre 1988 à Caracas, qui joue actuellement au poste d'arrière droit au AEK Larnaca.

## Biographie
En juillet 2010, Robert Rosales quitte le KAA La Gantoise pour le FC Twente, champion des Pays-Bas en titre. Arrivé à Twente pour remplacer Ron Stam parti au Wigan Athletic, le Vénézuélien retrouve son entraîneur de La Gantoise, Michel Preud'homme.
Rosales s'engage au Málaga CF en 2014. Il est prêté à l'Espanyol de Barcelone en 2018. Rosales inscrit son premier but pour le club catalan durant une défaite 4-2 contre le Real Madrid.
En juillet 2019, Rosales signe au CD Leganés un contrat de deux ans.

### En équipe nationale
Le 2 juin 2019, Rosales marque sur penalty son premier but après soixante-douze sélections contre l'Équateur en amical (1-1).

## Statistiques
| Saison    | Club        | Pays       | Championnat        | Coupes nationales | Coupes d’Europe   |
| --------- | ----------- | ---------- | ------------------ | ----------------- | ----------------- |
| 2007-2008 | La Gantoise | Jupiler    | 15 matchs          | 3 matchs          |                   |
| 2008-2009 | La Gantoise | Jupiler    | 25 matchs / 2 buts | 1 match           | 2 matchs          |
| 2009-2010 | La Gantoise | Jupiler    | 32 matchs / 3 buts | 7 matchs          | -                 |
| 2010-2011 | La Gantoise | Jupiler    | -                  | 1 match           | -                 |
| 2010-2011 | FC Twente   | Eredivisie | 29 matchs / 1 but  | 4 matchs          | 11 matchs / 1 but |
| 2011-2012 | FC Twente   | Eredivisie | 28 matchs / 1 but  | 4 matchs          | 9 matchs          |
| 2012-2013 | FC Twente   | Eredivisie | 27 matchs          | 2 matchs          | 11 matchs         |

### En sélection nationale
| Saison                | Sélection             | Phases finales          | Phases finales | Phases finales | Phases finales | Éliminatoires CDM | Éliminatoires CDM | Éliminatoires CDM | Matchs amicaux | Matchs amicaux | Matchs amicaux | Total | Total | Total |
| Saison                | Sélection             | Compétition             | M              | B              | Pd             | M                 | B                 | Pd                | M              | B              | Pd             | M     | B     | Pd    |
| --------------------- | --------------------- | ----------------------- | -------------- | -------------- | -------------- | ----------------- | ----------------- | ----------------- | -------------- | -------------- | -------------- | ----- | ----- | ----- |
| 2006-2007             | Venezuela             | Copa América 2007       | -              | -              | -              | -                 | -                 | -                 | 1              | 0              | 0              | 1     | 0     | 0     |
| 2007-2008             | Venezuela             | -                       | -              | -              | -              | 2                 | 0                 | 0                 | 5              | 0              | 0              | 7     | 0     | 0     |
| 2008-2009             | Venezuela             | -                       | -              | -              | -              | 3                 | 0                 | 0                 | 1              | 0              | 0              | 4     | 0     | 0     |
| 2009-2010             | Venezuela             | -                       | -              | -              | -              | 1                 | 0                 | 0                 | 1              | 0              | 0              | 2     | 0     | 0     |
| 2010-2011             | Venezuela             | Copa América 2011 4e    | 6              | 0              | 0              | -                 | -                 | -                 | 10             | 0              | 0              | 16    | 0     | 0     |
| 2011-2012             | Venezuela             | -                       | -              | -              | -              | 5                 | 0                 | 0                 | 3              | 0              | 0              | 8     | 0     | 0     |
| 2012-2013             | Venezuela             | -                       | -              | -              | -              | 5                 | 0                 | 0                 | 2              | 0              | 0              | 7     | 0     | 0     |
| 2013-2014             | Venezuela             | -                       | -              | -              | -              | 3                 | 0                 | 0                 | 2              | 0              | 1              | 5     | 0     | 1     |
| 2014-2015             | Venezuela             | Copa América 2015       | 3              | 0              | 0              | -                 | -                 | -                 | 4              | 0              | 0              | 7     | 0     | 0     |
| 2015-2016             | Venezuela             | Copa América Centenario | 2              | 0              | 0              | 4                 | 0                 | 1                 | 3              | 0              | 0              | 9     | 0     | 1     |
| 2016-2017             | Venezuela             | -                       | -              | -              | -              | 2                 | 0                 | 0                 | -              | -              | -              | 2     | 0     | 0     |
| 2018-2019             | Venezuela             | Copa América 2019       | 4              | 0              | 0              | -                 | -                 | -                 | 6              | 1              | 2              | 10    | 1     | 2     |
| 2019-2020             | Venezuela             | -                       | -              | -              | -              | -                 | -                 | -                 | 2              | 0              | 0              | 2     | 0     | 0     |
| 2020-2021             | Venezuela             | Copa América 2021       | 1              | 0              | 0              | 5                 | 0                 | 0                 | -              | -              | -              | 6     | 0     | 0     |
| 2021-2022             | Venezuela             | -                       | -              | -              | -              | 4                 | 0                 | 0                 | 2              | 0              | 0              | 6     | 0     | 0     |
| 2022-2023             | Venezuela             | -                       | -              | -              | -              | -                 | -                 | -                 | 2              | 0              | 0              | 2     | 0     | 0     |
| 2023-2024             | Venezuela             | Copa América 2024       | -              | -              | -              | 1                 | 0                 | 0                 | -              | -              | -              | 1     | 0     | 0     |
| Total sur la carrière | Total sur la carrière | Total sur la carrière   | 16             | 0              | 0              | 35                | 0                 | 1                 | 44             | 1              | 3              | 95    | 1     | 4     |

### Buts internationaux
| 0 | Date        | Sélection | Lieu                                 | Adversaire | Score | Résultats | Compétitions |
| - | ----------- | --------- | ------------------------------------ | ---------- | ----- | --------- | ------------ |
| 1 | 2 juin 2019 | 72        | Hard Rock Stadium, Miami, États-Unis | Venezuela  | 1-0   | 1-1       | Match amical |

## Palmarès
- La Gantoise
  - Vainqueur de la Coupe de Belgique en 2010.

- FC Twente
  - Vainqueur de la Coupe des Pays-Bas en 2011.
  - Vainqueur de la Supercoupe des Pays-Bas en 2012.